# Poroino, Tărgoviște
Poroino (în bulgară Поройно) este un sat în comuna Antonovo, regiunea Tărgoviște,  Bulgaria. 

## Demografie
Componența etnică a satului Poroino
     Turci (13,04%)
     Bulgari (65,21%)
     Nicio identificare (21,73%)
     Altele (0%)
La recensământul din 2011, populația satului Poroino era de 23 locuitori. Din punct de vedere etnic, majoritatea locuitorilor (65,21%) erau bulgari, cu o minoritate de turci (13,04%). Pentru 21,73% din locuitori nu este cunoscută apartenența etnică.